# Manoir de Fleckenstein
Pour les articles homonymes, voir Fleckenstein (homonymie).
Le manoir de Fleckenstein est un monument historique situé à Lembach, dans le département français du Bas-Rhin.

## Localisation
Ce bâtiment est situé au 7, rue du Château à Lembach.

## Historique
Le manoir est probablement construit au début du XVIIIe siècle, à l'occasion du mariage de Sidonie de Fleckenstein-Windeck, avec le baron Ignace-Louis Vitzthum d'Egersberg. Le manoir est complété d'un parc, d'un verger et de communs, notamment en 1755 (date sur le linteau d'une grange). En 1797, le manoir est vendu comme bien national. Pendant la Seconde Guerre mondiale, il est sinistré, des obus l'ayant endommagé en 1944-1945. Malgré les restaurations, le manoir a conservé son aspect d'origine à l'extérieur, ainsi que sa distribution intérieure.
L'édifice fait l'objet d'une inscription au titre des monuments historiques depuis 1999.

## Architecture

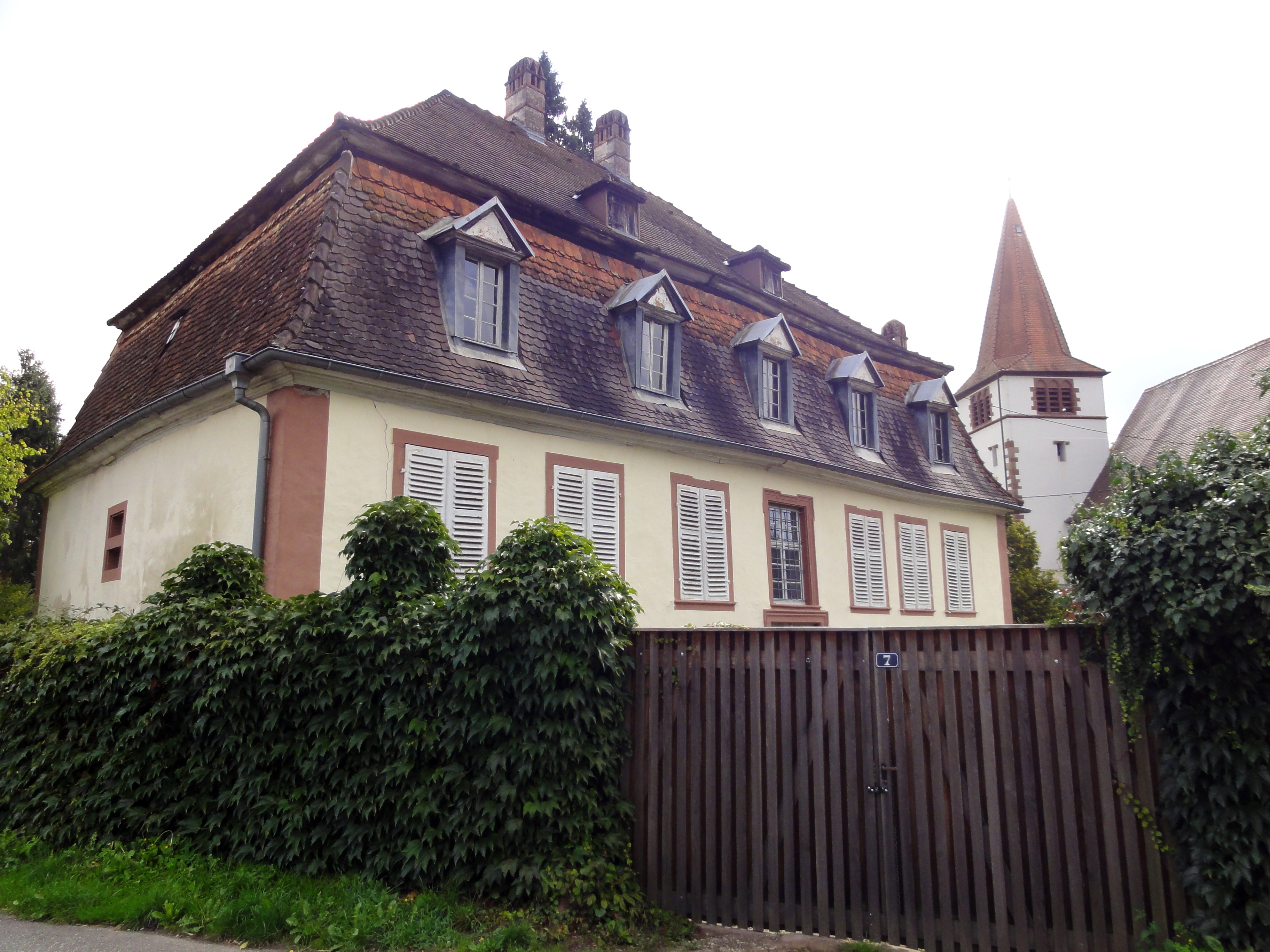
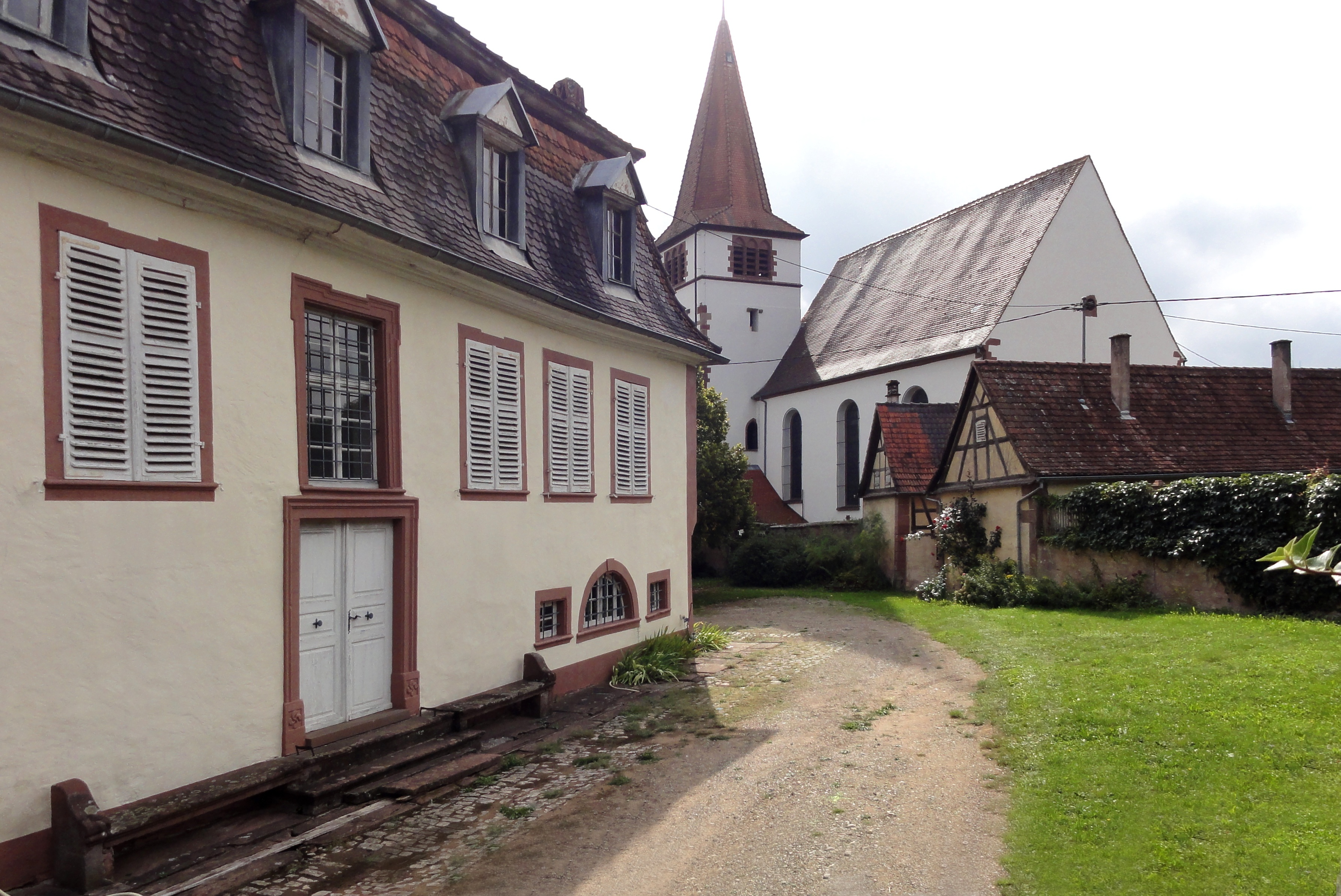